# Rosariense Desportivo Clube
Le Rosariense Desportivo Clube est un club cap-verdien de football basé à Ponta do Sol. Le président du club est Orlando de Jesus Delgado depuis le 12 septembre 2015.

## Histoire
- 1994 : Premier titre de champion de Santo Antão
- 1998 : Premier titre de champion de Santo Antão Nord

## Palmarès
- Championnat de L'île de Santo Antão et Santo Antão Nord :
  - Vainqueur en 1993/94, 1994/95, 1997/98, 2006/07, 2010/11

- Coupe de Santo Antão (Nord) :
  - Vainqueur en 2006/07

## Bilan saison par saison

### Compétition nationale
|      | Groupe | Position | Points | Journées | V | N | D | B.M. | B.P. | Diff. |
| 2007 | 1B     | 4        | 7 pts  | 5        | 2 | 1 | 2 | 5    | 3    | +3    |
| 2011 | 1B     | 5'       | 1 pts  | 4        | 0 | 1 | 3 | 4    | 14   | -10   |

### Compétition régionale
|         | Groupe | Position | Points | Journées | V | N | D | B.M. | B.P. | Diff. |
| 2006-07 | 2      | 1        | -      | -        | - | - | - | -    | -    | -     |
| 2010-11 | 2      | 1        | -      | -        | - | - | - | -    | -    | -     |
| 2013-14 | 2      | 2        | 21 pts | 10       | 6 | 3 | 1 | 24   | 11   | +13   |
| 2014-15 | 2      | 6        | 5 pts  | 10       | 1 | 2 | 7 | 10   | 16   | -6    |

## Statistiques
- Apparitions :
  - Nationaux : 3
  - Championnats régionaux : 22
    - Apparitions en Première Division : 20
    - Apparitions en Deuxième Division : 2

  - Apparitions en Coupe de Santo Antão : 2